# オキナワンヒーローズ
オキナワンヒーローズは、沖縄テレビで2020年10月7日から放送中の特撮番組及び、『琉神マブヤー』『エイカーズ』『闘牛戦士ワイドー』『安全+第一 大知マン』の4作品の総称、及びポータルサイトの名称。
番組名は『オキナワンヒーローズタイム』、企画そのものは『オキナワンヒーローズプロジェクト』。

## 概要
『琉神マブヤーシリーズ2～5』『安全+第一 大知マン』では主演、『闘牛戦士ワイドー2』では総合プロデューサーを務めた翁長大輔が発起人となり、著作関係などの垣根を越え沖縄発の4大ヒーローが一堂に会する一大プロジェクトを立ち上げた。スポンサーも放送局も違う作品だが『どのヒーローもテレビ放映されていない時期』であったため実現が可能となった。
当初は新型コロナウイルスの影響で外出自粛をしている子どもたちのため、ポータルサイトでの塗り絵のダウンロードや似顔絵コンテストなどのコンテンツ、Youtubeで各作品の過去放送のアーカイブ配信をするなど、ステイホームを応援する企画だった。
放送期間は1年間。各過去作品に新しく収録されたミニコーナー『オキナワンヴィランズ』を加えたものを順次放送、その後4作品のヒーロー、都合上大知マンを除いた3作品の敵キャラクターがが集結する全く新しいストーリーが放送される。
オキナワンヒーローズの公式YoutubeチャンネルではTV放送の翌週火曜日16時20分頃に一週間遅れで配信。
テーマソングも4作品それぞれのオープニングテーマを歌ったアーティストが集結。歌詞にもそれぞれのヒーローを象徴するワードが組み込まれている。
エンディングソングは元Folder5でハルサーハル役のAKINAが歌う。
2020年10月6日より新作ドラマの製作のためのクラウドファンディングを実施。開始から72時間で目標額300万を達成した。

## 登場人物

### 琉神マブヤー
ヒロト / 琉神マブヤー
演 - 金城大和
本作オキナワンヒーローズで初登場のオリジナルキャラ。シリーズ通算で6代目のマブヤーとなる。
ニライ / 龍神ガナシー
演 - 末吉功治
水龍の力を持ったニライカナイの勇者。
セイラ / 凰神カナミー
演 - 井上あすか
ナミからマブイ（魂）を受け継ぎ、カナミーに変身する。
ナミ
演 - 紫野
かつて強さと愛を兼ね備えた勇者、凰神カナミーとして戦っていた。ニライの妻。
ケン
演 -  山城智二
犬のコスプレをしたおじさんに見えるが、実はシーサー。マブヤー第1シーズン以来の久々の登場となる。
マヤ
演 -  喜舎場泉
「マヤー」は沖縄の言葉で猫の意味だがシーサーの妖精。ケンと共にマブヤーの家の前に居る。今回はケンと行動する機会が多く、過去にヌーチと関係があったものの記憶をなくしていた。
ハブクラーゲン
演 - 与那嶺圭一
悪の軍団マジムンのボス。かなり悪いわりに動作がフニャフニャしている。わじわじーするとチューバーフォームに姿を変える。
マングーチュ
演 - 椎名ユリア
マングースがモチーフ。他のマジムンと違い外来種であり、寂しがり屋な一面がある。超「イケメン」好きでマブヤーにも好意を持っている。
オニヒトデービル
演 - 翁長武義
悪の軍団マジムンの副首領で、オニヒトデがモチーフ。
クーバー1号2号
悪の軍団マジムンの二人だけいる戦闘員。クモがモチーフ。「ハゴー（汚い）」が口癖。

### エイカーズ
ハル / ハルサーハル
演 - AKINA
沖縄の自然と畑を護ってきたハルサー一族の末裔。「ハルサー」は沖縄の言葉で「農家」の意。
ヘラー / ノーグ・ヘラー
演 - 山城智二
農具「ヘラ」の化身。通常は眼鏡をかけたおじさんであるがムル装備によりパワーアップする怪力自慢。
カマー / ノーグ・カマー
演 - 知念臣悟
農具「カマ」の化身。ムル装備によりパワーアップするウーマクーボーイ。
サマリタン・ドブー
演 - 仲座健太
粗暴に見えて意外に常識的で、チリーには固いといわれる。また情に厚い側面がある。意外に繊細。
サマリタン・チリー
演 - 知念だしんいちろう
粗暴で、ドブーとともに空から飛来してくる。必殺技はCDを光弾と化して投げるCDパチミカサー。カマーと交戦する機会が多い。

#### エイカーズ関連キャラ
クガニ野菜
声 - 城間やよい
『エイカーズ』に登場する喋る野菜。クガニ＝黄金。食べるとパワーを得ることが出来る。

### 闘牛戦士ワイドー
名嘉眞勢矢（なかま せいや） / ワイドー
演 - 小橋川建
オボツカグラの光を浴びたことにより興奮すると頭から角が生えるようになった。ワイドーの衣装は勢子デビューに向けて自分で製作したもの。「ワイド」は闘牛用語で自分の牛が試合に勝った時に喜びを表す言葉。
天願ガイ（てんがん ガイ） / シンカー
演 - 平隆人
勢矢の相棒。ヤグイをかけることでワイドーの能力を上げる能力を持つ。ゴウの小学校の先生をしている。「シンカ」は沖縄の言葉で「仲間」の意。
伊波ゴウ（いは ゴウ） / グマーワイドー
演 - 兼城歩睦
勢矢と同じオボツカグラノの光を浴びた事により超人的な力を身につける。小学生ながら冷静沈着な性格のしっかり者。戦闘能力はウシナー達に匹敵するほど高い。衣装は勢矢が幼少時に製作したおさがり。「グマー」は沖縄の言葉で「小さい」の意。
カミヤー
演 - 玉代勢圭司
ウシナー軍団のボス。「カミヤー」は闘牛用語で人間に攻撃してくる凶暴な牛を指す。
タッチュータイフーン
演 - 比嘉健雄
言葉の語尾に「モ～」をつける喋り方が特徴。好戦的だが素直。「タッチュー」は闘牛用語でほぼ真上に垂直に伸びた形の角を持つ牛を指す。
チュラベニークー
演 - 伊禮友希恵
軍団の紅一点で鞭を武器に闘う。自称スイス出身だが、よく使う言葉は英語。「ちゅら」は沖縄の言葉で「美しい」を表す形容詞。
ドクドクカチャーサー
演 - 与那嶺圭一
耳が遠いのかよく聞き間違いをする。口癖は「○○だっつーの」。
カブラーガルキラー
声 - 嘉人
大の女好きで、すぐナンパする。口癖は○○っす。「カブラー」は闘牛用語で正面若しくはやや下向きに湾曲した形の角を持つ牛を指す。
勢子ンド
戦闘能力はそこまで高くはないが、ヤグイによって力を与える事が出来る。「モ」としか話せず、ウシナーとも言葉が通じている訳ではない。

### 安全+第一 大知マン
大知建広（だいち たけひろ） / 大知マン
演 - 翁長大輔
遮熱の大知　第三企画営業部。仕事として地鎮祭で鎮めきれなかった悪霊などが取り憑いた人間（＝ランドゼイラ）と戦う。パワードスーツを唯一着こなすことができる。サービス残業は嫌い。容姿が『マブヤー』の主人公であるカナイとそっくりであるため、ハブクラーゲンやニライからは、初対面時にカナイと勘違いされた。
立屋涼（たてや すず）
演 - 松川りほ
遮熱の大知　第三企画営業部。自他ともに認めるヒーローオタク。「ランドゼイラ」「ターゲンザー」などの名付け親。ワイドーのキーホルダーを身に着け、マブヤー・ガナシーの人形も所持している。
原向麗子（はらむ れいこ）
演 - 崎山一葉
遮熱の大知　第三企画営業部。沖縄の土地に関する全ての情報が集まる、中枢コンピューターを管理する。
津波信一（つは のぶかず）
演 - 津波信一
大知パワードスーツを開発した天才科学者。頻繁に麗子にアプローチするが、いつもスルーされている。
中割力也（なかわり りきや）
演 - 比嘉恭平
第一企画営業部部長。売上ゼロで実態が分からない第三企画営業部を目の敵にしている。建広、麗子とは同期。

#### 大知マン関連キャラ
ランドゼイラ
演 - 山内和将
『大知マン』に登場する土地の神様や悪霊が取り付いた人間。大知マンの墨つぼの力で鎮めることが出来る。
蛇ノ目アリス
演 - 宝眞榮 日也美
『大知マン2』に登場。建広の推し。

### オキナワンヒーローズオリジナルキャラ
本作オキナワンヒーローズで初登場のオリジナルキャラ。
アラタ
演 - 小橋川飛鳥
ヒロトの弟子。
ヌーチ
演 - 照屋政雄、大田守邦、浜川結琳
声 - 津波竜斗
全ての生物を滅ぼそうと企む。
農家
演 - ゆっきー
たまたま通りかかったせいでカブラーに牛にされたが、その後人間に戻る。干支は巳年。

### オキナワンヴィランズ登場人物
ハブクラーゲン
演 - 与那嶺圭一
マングーチュ
演 - 椎名ユリア
サマリタン・ドブー
演 - 仲座健太
サマリタン・チリー
演 - 知念だしんいちろう
タッチュータイフーン
演 - 比嘉健雄
大知マン
演 - 翁長大輔

### スーツアクター
- 「※」はキャラクターが登場していたが表記がなかったもの。

- リミテッドカンパニーの第3回生配信（オキナワンヒーローズ放送前）[5]にて、本作の総合プロデューサーでもある翁長大輔が「全話誰が何やったかクレジットされます」と発言し、続けて自分と末吉功治でドブーとチリーを演じたことに言及していたが、9話目・10話目は役名でのクレジットはされなかったためか、2人がドブーとチリーを演じたことは本作の公式な記録としては残っていない。
- スーツアクターとしてクレジットされたのは41人。うち、知花輝は最多の8キャラクターを演じている。

| キャラクター名       | 1話        | 2話                | 3話                         | 4話                 | 5話 | 6話               | 7話                                                                     | 8話                 | 9話 | 10話 |
| -------------------- | ---------- | ------------------ | --------------------------- | ------------------- | --- | ----------------- | ----------------------------------------------------------------------- | ------------------- | --- | --- |
| 琉神マブヤー         | 知念臣悟   | 小橋川飛鳥         |                             |                     | | 小橋川飛鳥        | 小橋川飛鳥                                                              | 小橋川飛鳥          | ※ | ※ |
| 龍神ガナシー         |            | 末吉功治           |                             | 末吉功治            | | 末吉功治          |                                                                         |                     | ※ | ※ |
| 凰神カナミー         |            |                    |                             |                     | | 井上あすか        |                                                                         |                     | ※ | ※ |
| ハブクラーゲン       | 与那嶺圭一 | 与那嶺圭一         | 与那嶺圭一                  | 与那嶺圭一          | 与那嶺圭一 | 与那嶺圭一        | 与那嶺圭一                                                              | 与那嶺圭一          | ※ | ※ |
| クーバー1号          | 知花輝     | 木下秀人           | 木下秀人                    | 知花輝              | 木下秀人 | 知花輝 木下秀人   | 木下秀人                                                                | 比嘉健雄 木下秀人   | ※ | ※ |
| クーバー2号          | 町田達彦   | 町田達彦           | 町田達彦                    | 町田達彦            | 町田達彦 | 町田達彦          | 町田達彦                                                                | 町田達彦            | ※ | ※ |
| オニヒトデービル     | 木下秀人   | 翁長武義           | 翁長武義                    | 翁長武義            | 翁長武義 | 翁長武義          | 翁長武義                                                                | 翁長武義            | ※ | ※ |
| ハルサー・ハル       | 伊禮友希恵 |                    | 伊禮友希恵                  | 伊禮友希恵          | |                   | ※                                                                       | 伊禮友希恵          | ※ | ※ |
| ノーグ・カマー       |            |                    | 知念臣悟                    | 知念臣悟            | 知念臣悟 |                   | ※                                                                       | 知念臣悟            | ※ | ※ |
| ノーグ・ヘラー       |            |                    | 小橋川飛鳥 木下秀人         | 小橋川飛鳥 木下秀人 | 木下秀人 |                   | ※                                                                       | 木下秀人            | ※ | ※ |
| サマリタン・ドブー   | 比嘉恭平   | 仲座健太           | 仲座健太 比嘉恭平           | 仲座健太            | 仲座健太 |                   | ※                                                                       | 比嘉恭平            | ※ | ※ |
| サマリタン・チリー   | 小橋川飛鳥 | 知念だしんいちろう | 知念だしんいちろう 島袋寛之 | 知念だしんいちろう  | 知念だしんいちろう                                                                                                   |                   | ※                                                                       | 小橋川飛鳥          | ※ | ※ |
| 闘牛戦士ワイドー     | 堀川恭平   |                    |                             | 堀川恭平            | | 小橋川建 堀川恭平 | ※                                                                       | 堀川恭平            | ※ | ※ |
| シンカーワイドー     | ※          |                    |                             | 平隆人              | |                   | ※                                                                       | 小橋川飛鳥          | ※ | ※ |
| グマーワイドー       |            |                    |                             |                     | |                   |                                                                         |                     | ※ | ※ |
| 真カミヤー           |            |                    |                             |                     | |                   |                                                                         | 玉代勢圭司 西田史生 | ※ | ※ |
| タッチュータイフーン |            |                    | 比嘉健雄 町田達彦           | 比嘉健雄            | 町田達彦 | 知花輝            | ※                                                                       | 比嘉健雄 知花輝     | ※ | ※ |
| ドクドクカチャーサー |            |                    | 知花輝                      |                     | |                   |                                                                         |                     | | ※ |
| チュラベニークー     |            |                    | 椎名ユリア                  |                     | |                   |                                                                         |                     | | ※ |
| 勢子ンド1モー        |            |                    | ※                           | 木下秀人            | 木下秀人 | 木下秀人          | 木下秀人                                                                | 知花輝              | | ※ |
| 勢子ンド2モー        |            |                    | ※                           | 町田達彦            | 知花輝 | 町田達彦          | 町田達彦                                                                | 町田達彦            | | ※ |
| カブラーガルキラー   | 知花輝     |                    | 知花輝                      | 知花輝              | 知花輝 | 知花輝            | 知念臣悟                                                                | 知念臣悟 知花輝     | ※ | ※ |
| 大知マン             | 翁長大輔   | 知花輝             |                             |                     | 知花輝 | 知花輝            | 知花輝                                                                  | 知花輝              | ※ | ※ |
| 役名表記なし         |            |                    |                             |                     | 小橋川飛鳥 町田達彦 比嘉恭平 木下秀人 知念臣悟 蔵元利貴 富山佑介 辺士名伸 直塚昌二 上地竜司 平良隆一 鈴木元 田畑宏明 |                   | 木下秀人 町田達彦 知花輝 富山佑介 井上あすか 比嘉恭平 上地竜司 神里知弥 |                     | 金城大和 末吉功治 井上あすか 翁長大輔 AKINA 知念臣悟 山城智二 小橋川建 平隆人 玉代勢圭司 兼城歩睦 仲座健太 知念だしんいちろう 与那嶺圭一 椎名ユリア 小橋川飛鳥 知花輝 伊禮友希恵 木下秀人 堀川恭平 玉那覇桐虎 翁長武義 町田達彦 木下秀人 比嘉健雄 西田史生 島袋寛之 村山靖 蔵元利貴 山内和将 冨山佑介 大城広夢 上地陽 上地竜司 | 金城大和 末吉功治 井上あすか 翁長大輔 AKINA 知念臣悟 山城智二 小橋川建 平隆人 玉代勢圭司 兼城歩睦 仲座健太 知念だしんいちろう 与那嶺圭一 椎名ユリア 小橋川飛鳥 知花輝 伊禮友希恵 木下秀人 堀川恭平 玉那覇桐虎 翁長武義 町田達彦 木下秀人 比嘉健雄 西田史生 島袋寛之 村山靖 蔵元利貴 山内和将 冨山佑介 大城広夢 上地陽 上地竜司 |

## 放映リスト

### 沖縄テレビ
当初予定していた放送順は過去のシリーズの再放送→オキナワンヒーローズ本編→大知マン2だったが、
実際は過去のシリーズ→大知マン2→オキナワンヒーローズとなっているため、
中割力也が登場しない状況の説明を台本には無いアフレコで足している。
| 話数   | 放送日                   | タイトル                    |
| 全13話 | 2020年 10月7日～12月30日 | 琉神マブヤー4（ユーチ）     |
| 全8話  | 2021年 1月6日～2月24日   | エイカーズ グランドマスター |
| 全10話 | 3月3日～5月5日           | 闘牛戦士ワイドー            |
| 全10話 | 5月12日～7月14日         | 安全+第一 大知マン          |
| 全10話 | 2022年 4月27日～6月29日  | オキナワンヒーローズ        |

### 各話リスト
| 話数   | 放送日         | タイトル                                     |
| 第一話 | 2022年 4月27日 | 邪の息吹                                     |
| 第二話 | 5月4日         | ほつれと結び                                 |
| 第三話 | 5月11日        | 沃野をかける相反の嵐                         |
| 第四話 | 5月18日        | 偽り。その階層は。                           |
| 第五話 | 5月25日        | 坩堝ともいえる混沌                           |
| 第六話 | 6月1日         | 陶酔の歌。或いは、地平線に横たわる沈黙       |
| 第七話 | 6月8日         | 絶望の篇首                                   |
| 第八話 | 6月15日        | 踊れ。炎の中で                               |
| 第九話 | 6月22日        | 望みの儚さ。祈りの無力さ。願いの虚しさ。     |
| 最終話 | 6月29日        | 名状しがたきものは、物語らなければならない。 |

## ライブ配信

### ツイキャス
プロデューサーであり安全+第一 大知マンの翁長大輔がツイキャスで日常的にライブ配信を行っており、『オキナワンヒーローズ』の撮影期間中も出演者をゲストに呼んで配信している。
内容は特に決められた筋書きは無く、普段通りの姿が垣間見えることが特徴。
- 2021年2月26日　知念臣悟[6] - 【ゲスト】与那嶺圭一
- 2021年3月08日　安全第一大知マン@本人キャス[7] - 【ゲスト】金城大和・川端匠志
- 2021年3月10日　知念臣悟[8] - 【ゲスト】末吉功治
- 2021年3月10日　安全第一大知マン@本人キャス[9] - 【ゲスト】小橋川建・平隆人
- 2021年3月17日　安全第一大知マン@本人キャス[10] - 【ゲスト】知念臣悟・伊禮友希恵
- 2021年3月20日　安全第一大知マン@本人キャス[11] - 【ゲスト】たかひろや・小橋川建・玉代勢圭司・伊波大志
- 2021年3月26日　知念臣悟[12] - 【ゲスト】比嘉恭平

### YouTube
- 2020年7月27日　オキナワンヒーローズ番組制作記者会見 - 安全第一大知マンチャンネル[13]
- 2020年12月7日　安全第一大知マンチャンネル[14] - 【ピンチヒッター】知念臣悟
- 2021年3月13日　闘牛戦士ワイドー[15][16] - 【ゲスト】小橋川建・平隆人・玉代勢圭司・小橋川飛鳥
- 2021年10月24日　オキナワンヒーローズ オンラインファンミーティング『大公開』DAICHI MAN PARTY[17] - 【出演者】翁長大輔・松川りほ・崎山一葉・津波信一・比嘉恭平・大知マン・シュタール【司会】知念臣悟
- 2022年4月22日　沖縄ファミリーマート×オキナワンヒーローズ 商品タイアップ発表会 - 安全第一大知マンチャンネル[18]
- 2022年4月29日　オキナワンヒーローズのネットショップ開設！！[19] - 【出演者】翁長大輔・知念臣悟・小橋川建
- 2022年6月25日　オンラインストアグランドオープン記念！大販売会！台本祭り！[20] - 【出演者】翁長大輔・伊波大志・末吉功治[注釈 1]・玉代勢圭司[注釈 2]

### Vimeo
- 2021年10月3日　オキナワンヒーローズ オンラインファンミーティング[21] - 【出演者】知念臣悟・末吉功治・翁長大輔・金城大和[注釈 3]・琉神マブヤー・ハルサーハル・闘牛戦士ワイドー・安全第一大知マン【司会】伊波大志・ハブクラーゲン
- 2021年12月18日　オキナワンヒーローズ オンラインファンミーティング DAICHI MAN PARTY Revenge！[22] - 【出演者】翁長大輔・優希・崎山一葉・津波信一・比嘉恭平・大知マン・シュタール【司会】知念臣悟

## アプリ

### オキナワンヒーロー図鑑
- パズルゲーム
- 歩数計
- 限定ボイス
- 限定動画
- ヒーローになれるARカメラ機能

## コラボ商品

### 沖縄ファミリーマート
翁長大輔、末吉功治、知念臣悟の3人がそれぞれアイデアを提案し、それを元にした商品が2022年4月26日～5月16日までの期間限定で発売された。
- 琉神マブヤー／ラフテー（クーブイリチー入り）おにぎり
- 琉神マブヤー／マブイスイーツ
- 琉神マブヤー／さばの竜田揚げ（油みそときんぴらごぼう入り）おにぎり
- 闘牛戦士ワイドー／焼肉バーガー
- エイカーズ／スープカレー
- エイカーズ／エイカーズサラダ
- 安全第一大知マン／地鎮祭！ミニオードブル
- 安全第一大知マン／アースオーガースティック（焦がしバター風味）4本入

## スタッフ

### オープニング
- VFX・編集 - 平良隆一

### ミニコーナー
- 脚本・演出 - 又吉安則
- 編集 - 眞壁辰典
- MA - 井口進
- VTR - 眞壁辰典
- プロデューサー - 比嘉洋、翁長大輔
- 制作 - 有限会社インプレスト
- 製作・著作 - プロジェクト実行委員会、株式会社シーズ・ライブ、株式会社エイカーフィルム、ワイドーaiプロ株式会社、株式会社ネクストヒーローズ沖縄

### 2022年4月27日～6月29日放送分
- プロデューサー - 渋谷征代加　金城祐也　伊波大志　比嘉洋
- 琉神マブヤー原作 - 畠中敏成　山田優樹　岸本司
- エイカーズ原作 - 山田優樹　岸本司　高山創一
- 闘牛戦士ワイドー原作 - 伊波大志　山田優樹　たかひろや
- 安全第一大知マン原作 - 宮城裕一　翁長大輔　川端匠志
- 原案 - 翁長大輔　たかひろや　川端匠志
- 音楽 - 安島正樹
- アクション監督 - 翁長大輔
- 演出 - 川端匠志
- 脚本 - たかひろや
- 著作・制作 - オキナワンヒーローズプロジェクト

## 主題歌
- 「オキナワンヒーローズのテーマ」
  - 作詞：川端匠志
  - 作曲・編曲：上地正昭
  - 歌唱：オキナワンヒーローズfrom.DIAMANTES,MONGOL800,HY,きいやま商店

## エンディング ソング
- 「ハッピーアイランド」
  - 作詞：川端匠志
  - 作曲：辺土名伸
  - 編曲・演奏：NEED LEAD USER
  - 歌唱：AKINA

## オフィシャルスポンサー
- 株式会社大知建設
- 株式会社沖縄ファミリーマート
- 東京バス株式会社
- プレミスト浦添港川
- 沖縄明治乳業株式会社
- 沖縄ガス
- S'sLive
- 琉球アスティーダ
- なはエネルギー
- 株式会社ネクストヒーローズ沖縄

## 提供
ドラマ撮影中のケータリング等は地元企業から非常に多くの提供を受けている。（順不同）
- 徳森養鶏場
- 株式会社オーダック
- 津堅島の源古さん
- 沖縄食糧
- Makoto泉崎店
- まかと首里店
- 龍華のアンダカシー
- ゆくる
- 菓子工房イグレックカズキ
- 財宝沖縄店
- 大知建設
- 沖縄そば咲樹
- 麺処たかね
- 琉球黒糖株式会社
- コモンズ ステーキ
- 笑獅子堂　琉球本舗
- やぎとそば 太陽
- うるマルシェ
- 町中華酒場もとなり うるま市石川店
- マンダレー食堂
- デリカテッセントランク ブッチャー＆ベーカリー
- 石川ししや〜
- シャム
- ビストロ酒場 タパス
- 東江そば
- パナマ原人

## 来歴
2020年
- 5月5日 WEBポータルサイト公開[25]。オキナワンヒーローズ プロジェクト公開記者発表[26]
- 5月8日 【塗り絵】第一弾『琉神マブヤー』
- 5月9日 【似顔絵コンテスト】第一弾『闘牛戦士ワイドー』
- 5月16日 【塗り絵】第二弾『エイカーズ』【似顔絵コンテスト】第二弾『エイカーズ』
- 5月19日 オンライン会議用バーチャル背景公開
- 6月6日 【似顔絵コンテスト】第三弾『琉神マブヤー』
- 6月22日 【塗り絵】第三弾『闘牛戦士ワイドー』【似顔絵コンテスト】第四弾『安全第一大知マン』
- 7月4日 【放送】『闘牛戦士ワイドー2』 RBC琉球放送にてアンコール放送開始（放送期間7/4～9/26）
- 7月7日 『オキナワンヒーローズ』番組制作プロジェクト始動
- 7月13日 【似顔絵コンテスト】第五弾『オキナワンヒーローズ』
- 7月27日 『オキナワンヒーローズ』番組制作記者会見及びYoutube生配信[27]
- 9月3日 【掲載】「琉球新報」の副読紙「週刊レキオ」[No.1843]号表紙およびインタビュー記事掲載[28]
- 9月13日 【クランクイン】ミニコーナー『オキナワンヴィランズ』音声収録
- 9月19日 『オキナワンヒーローズ』放送日時発表。【ショー】『闘牛戦士ワイドー』（有料）／シェラトン沖縄　サンマリーナリゾート
- 10月6日 『オキナワンヒーローズ』主題歌およびアーティスト発表。
クラウドファンディング開始。終了日の12月6日までに当初の目標額を超える7,050,400円が集まる
- 10月7日 【放送】『オキナワンヒーローズ』TV放送開始
- 10月13日 公式YouTubeチャンネル開設
- 10月18日 FEC旗揚げ27周年記念公演のMC中に山城智二、知念臣悟と共にハルサーハルが登場[29]
- 10月21日 県外からの要望を受け、クラウドファンディングポスターを大知マンストア、ワイドー公式オンラインショップにて販売開始
- 11月3日 【イベント】『闘牛戦士ワイドー』『安全第一大知マン』登場／うるマルシェ
- 12月7日 【ライブ配信】『安全第一大知マンチャンネル』にて翁長大輔がクラウドファンディング支援者への感謝の言葉と共に寄せられたコメントを一つ一つ読み上げた。『大知マン2』の撮影期間中のため深夜1時頃からの配信だったが「どうしても今読み上げたい」という翁長の体調を気遣い、配信を見ていた知念臣悟が急遽駆け付け読み上げを交代した。

2021年
- 1月10日 【ショー】『闘牛戦士ワイドー』／海洋博公園
- 2月21日 【キャスト発表】新キャラクター「ヒロト」
- 2月22日 【キャスト発表】『琉神マブヤー』
- 2月23日 【キャスト発表】『闘牛戦士ワイドー』『エイカーズ』
- 2月24日 【キャスト発表】『安全第一大知マン』
- 2月25日 【キャスト発表】『琉神マブヤー』ヴィランズ
- 3月1日 【クランクイン】『オキナワンヒーローズ』
[注釈 4][30]。
- 3月2日 【キャスト発表】『エイカーズ』『闘牛戦士ワイドー』ヴィランズ
- 3月5日 【キャスト発表】新キャラクター「アラタ」
- 3月11日 【クランクイン】ヒロト役／金城大和
- 3月12日 【クランクイン】名嘉眞勢矢役／小橋川建　天願ガイ役／平隆人
- 3月14日 【ショー】『琉神マブヤー』／海洋博公園
- 3月15日 【キャスト発表】『琉神マブヤー』マヤ
- 3月18日 【クランクイン】カミヤー役／玉代勢圭司　ハル役／AKINA　ヘラー役／ 山城智二　カマー役／ 知念臣悟
- 3月21日 【ショー】『闘牛戦士ワイドー』／海洋博公園
- 3月25日 ポータルサイトにてテーマソング解禁
- 3月28日 【ショー】『エイカーズ』／海洋博公園
- 8月1日 【キャスト発表】『琉神マブヤー』ケン[注釈 5][31]
- 10月3日 【ライブ配信】『オキナワンヒーローズ』／第１回オンラインファンミーティング（有料）[32]
- 10月23日 【放送】『安全第一大知マン2』 OTV沖縄テレビにて放送開始（放送期間10/23～12/25）[33]ほぼ同時刻にYouTubeでも配信開始[34]。
- 10月24日 【ライブ配信】『オキナワンヒーローズ』／第２回オンラインファンミーティング『DAICHI MAN PARTY』[注釈 6]
- 12月18日 【ライブ配信】『オキナワンヒーローズ』／オンラインファンミーティング『DAICHI MAN PARTY Revenge！』

2022年
- 1月6日 【DVD、Blu-ray制作決定】『安全第一大知マン2』
- 1月8日 【ショー】『琉神マブヤー』／海洋博公園
- 1月9日 【ショー】『闘牛戦士ワイドー』／海洋博公園
- 1月10日 【ショー】『エイカーズ』／海洋博公園
- 1月29日、30日　【ショー】『オキナワンヒーローズレジェンドステージ2022冬公演～スペシャルゴージャスウルトラでーじ超やばいヒーローショー！みんなの笑顔が見たいからスペシャル！～』／　南風原中央公民館　黄金ホール※1月11日に中止が決定[35]
- 2月4日 【アプリリリース】『オキナワンヒーロー図鑑』[36]
- 2月23日 【ショー】『闘牛戦士ワイドー』／うるま市石川多目的ドーム
- 3月11日 【放送日解禁】[37]
- 3月26日 【ポスタービジュアル解禁】[38]
- 4月14日 【テレビＣＭ解禁】[39]
- 4月14日 【エンディングソング発表】『ハッピーアイランド』AKINA[40]
- 4月15日 【配信リリース】MONGOL800の『Rise&Shine』をAKINAがカバー。[注釈 7][41]
- 4月26日～5月16日【タイアップ】沖縄ファミリーマートとのコラボ商品8種類を販売。[42]
- 4月27日 【放送】『オキナワンヒーローズ』 OTV沖縄テレビにて放送開始（放送期間4/27～6/29）[43]
- 4月29日 『オキナワンヒーローズ』／公式オンラインストアオープン（グランドオープンは6月25日）
- 5月3日、4日 【ショー】『琉神マブヤー』／よみうりランド
- 5月3日 【ショー】『琉神マブヤー』／海洋博公園
- 5月4日 【ショー】『エイカーズ』／海洋博公園
- 5月5日 【ショー】『闘牛戦士ワイドー』／海洋博公園
- 5月5日 【ヒーローズ縁日】マブヤー、ワイドー／プレミスト浦添港川マンションギャラリー
- 5月7日 【ショー】『闘牛戦士ワイドー』／うるま市石川多目的ドーム
- 5月7日 【コラボイベント】／沖縄ファミリーマート［北谷上勢頭店］マブヤー、大知マン／［宜野湾大山三丁目店］ワイドー、ガナシー／［58号線浦添港川店］ワイドー、大知マン／［天久２丁目店］マブヤー、ガナシー／　琉球ゴールデンキングス　ハーフタイムに登場／沖縄アリーナ
- 5月15日 【イベント】『琉神マブヤー』／東京国立博物館（沖縄復帰50年記念 特別展「琉球」関連イベント）[44]
- 8月21日【撮影会】マブヤー、ワイドー／ イーアス沖縄豊崎
- 8月27日【撮影会】大知マン、シュタール／ ファミリーマート宜野湾２丁目店
- 9月11日【AED劇場・ショー】『闘牛戦士ワイドー』／ イオン具志川ショッピングセンター『うるま市消防本部 2022救急フェア』
- 10月1日・2日【完成見学会】大知マン、シュタール／ 那覇市宇栄原
- 10月2日【ショー】『琉神マブヤー』／ 広島空港『ソラミィフェスタ＠沖縄・台湾まつり』
- 10月8日【イベント】マブヤー／ 熊本市動植物園『秋桜まつり2022』
- 10月8日【イベント】マブヤー、ガナシー／ 富士葬祭　メモリアルホール富士会館 糸満西崎ホール
- 10月9日【イベント】大知マン、ワイドー／ 富士葬祭　メモリアルホール富士会館 糸満西崎ホール
- 10月10日【クイズ・ダンス】ワイドー／ うるマルシェ
- 10月15日【ショー】『闘牛戦士ワイドー』／ うるま市具志川総合運動公園『第17回うるま祭り』
- 10月16日【ショー】『琉神マブヤー』／ イオン具志川店
- 11月5日【ステージ】ウルマー＆ワイドー／ 勝連城跡『うるまハロウィンコスプレフェス2022』
- 11月6日【ショー】『琉神マブヤー』／ 沖縄県立博物館『うちなー地域づくりフェスタ』
- 11月17日【イベント】ハブクラーゲン、ブラックガナシー／ イオン南風原 BLACK FRIDAY フライングセール
- 11月19日【イベント】ワイドー／ ラバールカナン新川『ウィンターフェスinラバールカナン新川』
- 11月19日【イベント】ワイドー／ 沖縄県立具志川商業高等学校『第29回具商デパート』
- 11月19日・20日【完成見学会】大知マン、シュタール／ 豊見城字座安
- 11月20日【イベント】ワイドー、タッチュー／ 安慶名闘牛場『安慶名グスクらんたん祭り』
- 11月26日【ショー】『闘牛戦士ワイドー』／ イオンモール沖縄ライカム
- 12月11日【ショー】『闘牛戦士ワイドー』／ うるま市石川多目的ドーム『闘牛入門ワイドーフェスタ』

2023年
- 1月1日【餅つき・撮影会】マブヤー、ハブクラーゲン／ イオン南風原ショッピングセンター『新春餅つき撮影会』
- 1月1日【ショー】『闘牛戦士ワイドー』／ 海洋博公園『海洋博公園オキナワンヒーロー2Days』
- 1月2日【ショー】『エイカーズ』／ 海洋博公園『海洋博公園オキナワンヒーロー2Days』
- 1月2日【餅つき・撮影会】マブヤー、ハブクラーゲン／ イオン那覇ショッピングセンター『新春餅つき撮影会』
- 1月2日【餅つき・撮影会】ワイドー、タッチュー／ イオン北谷ショッピングセンター『新春餅つき撮影会』
- 1月2日【ショー】『琉神マブヤー』／ イオン具志川店
- 1月3日【ショー】『闘牛戦士ワイドー』／ イオン具志川店
- 1月8日【イベント】ワイドー／ 栄野比公園　兼城自動車整備工場『新社屋落成記念周年祭2023』
- 1月8日【イベント】ワイドー／ うるマルシェ『第1回うるまスープすーぶ』
- 1月21日・22日【完成見学会】大知マン、シュタール／ 北谷町吉原
- 1月28日【ショー】『闘牛戦士ワイドー』／ イオン具志川店『【第18回】うるま市産業まつり』
- 2月11日【撮影会】ワイドー／ ファミリーマート石川白浜店
- 2月19日【ショー】『闘牛戦士ワイドー』／ うるま市石川多目的ドーム『闘牛ドームまつり2023』
- 2月26日【イベント】ワイドー／ 黒島多目的広場『第30回黒島牛まつり』
- 3月4日・5日【完成見学会】大知マン、シュタール／ 豊見城市座安
- 3月18日【イベント】ワイドー／ 『KINサンライズビーチ　海びらき！』
- 4月29日～5月7日【ショー、イベント】オキナワンヒーローズ／ よみうりランド遊園地『沖縄WEEK!!2023』